# Джек Ейчел
Джон «Джек» Ейчел, Айкел (англ. John «Jack» Eichel; нар. 28 жовтня 1996, м. Челмсфорд, США) — американський хокеїст, центральний нападник. Виступає за «Баффало Сейбрс» у Національній хокейній лізі (НХЛ).
Виступав за Бостонський університет (NCAA).
У складі національної збірної США учасник чемпіонату світу 2015 (10 матчів, 2+5). У складі молодіжної збірної США учасник чемпіонатів світу 2014 і 2015. У складі юніорської збірної США учасник чемпіонатів світу 2013 і 2014.
Досягнення
- Бронзовий призер чемпіонату світу (2015)
- Переможець юніорського чемпіонату світу (2014), срібний призер (2013)

Нагороди
- Нагорода Гобі Бейкера (2015)